# Eremiascincus
Genre
Eremiascincus est un genre de sauriens de la famille des Scincidae.

## Répartition
Les espèces de ce genre se rencontrent en Australie et dans les petites îles de la Sonde.

## Liste des espèces
Selon The Reptile Database (9 décembre 2013) :
- Eremiascincus antoniorum (Smith, 1927)
- Eremiascincus brongersmai (Storr, 1972)
- Eremiascincus butlerorum (Aplin, How & Boeadi, 1993)
- Eremiascincus douglasi (Storr, 1967)
- Eremiascincus emigrans (Lidth De Jeude, 1895)
- Eremiascincus fasciolatus (Günther, 1867)
- Eremiascincus intermedius (Sternfeld, 1919)
- Eremiascincus isolepis (Boulenger, 1887)
- Eremiascincus musivus Mecke, Doughty & Donnellan, 2009
- Eremiascincus pallidus (Günther, 1875)
- Eremiascincus pardalis (Macleay, 1877)
- Eremiascincus phantasmus Mecke, Doughty & Donnellan, 2013
- Eremiascincus richardsonii (Gray, 1845)
- Eremiascincus rubiginosus Mecke & Doughty, 2018
- Eremiascincus timorensis (Greer, 1990)

## Publication originale
- Greer, 1979 : Eremiascincus, a new generic name for some Australian sand swimming skinks (Lacertilia: Scincidae). Records of the Australian Museum, vol. 32, no 7, p. 321-338 (texte intégral).